# Volero Zürich 2016-2017
Questa voce raccoglie le informazioni riguardanti il Volero Zürich nella stagione 2016-2017.

## Organigramma societario
Area direttiva
- Presidente: Stav Jacobi
- Consiglio d'amministrazione: Daniel Schindler

Area organizzativa
- Team manager: Ariane Pejkovic, Luc Häring, Thomas Schatzmann
- Responsabile settore giovanile: Markus Graber
- Ufficio servizi: Jill Weber

Area comunicazione
- Responsabile marketing e comunicazione: Fabian Keller

Area tecnica
- Allenatore: Zoran Terzić
- Secondo allenatore: Željko Bulatović, Gil Ferrer Cutiño
- Statistico: Stephan Kulhanek
- Preparatore atletico: Vladan Radonjic

Area sanitaria
- Fisioterapista: Djordje Gavran

## Rosa
| N° | Nome                | Ruolo | Data di nascita  | Nazionalità sportiva |
| -- | ------------------- | ----- | ---------------- | -------------------- |
| 1  | Julie Lengweiler    | S/O   | 6 novembre 1998  | Svizzera             |
| 3  | Josefa de Souza     | P     | 2 marzo 1983     | Brasile              |
| 4  | Bojana Živković     | P     | 29 marzo 1988    | Serbia               |
| 5  | Dobriana Rabadžieva | S     | 14 giugno 1991   | Bulgaria             |
| 6  | Gaby Schottroff     | C     | 8 febbraio 1997  | Svizzera             |
| 7  | Olesja Rychljuk     | S/O   | 11 dicembre 1987 | Ucraina              |
| 8  | Silvija Popović     | L     | 15 marzo 1986    | Serbia               |
| 9  | Natalija Kazka      | S/O   | 2 dicembre 1984  | Azerbaigian          |
| 10 | Irina Mal'kova      | C     | 5 gennaio 1989   | Russia               |
| 12 | Mariana Costa       | S     | 30 luglio 1986   | Brasile              |
| 13 | Gizem Güreşen       | L     | 14 gennaio 1987  | Turchia              |
| 14 | Kenia Carcaces      | S     | 22 gennaio 1986  | Cuba                 |
| 15 | Ekaterina Orlova    | S/O   | 21 ottobre 1987  | Russia               |
| 16 | Foluke Akinradewo   | C     | 5 ottobre 1987   | Stati Uniti          |
| 17 | Laura Unternährer   | S     | 11 luglio 1993   | Svizzera             |

## Mercato
| Acquisti | Acquisti        | Acquisti     | Acquisti   |
| R.       | Nome            | da           | Modalità   |
| -------- | --------------- | ------------ | ---------- |
| S        | Mariana Costa   | Minas        | definitivo |
| S        | Kenia Carcaces  | Osasco       | definitivo |
| L        | Gizem Güreşen   | VakıfBank    | definitivo |
| C        | Irina Mal'kova  | Dinamo-Kazan | definitivo |
| C        | Gaby Schottroff | Top Lucerna  | definitivo |

| Cessioni | Cessioni            | Cessioni     | Cessioni   |
| R.       | Nome                | a            | Modalità   |
| -------- | ------------------- | ------------ | ---------- |
| P        | Ana Antonijević     | Alba-Blaj    | definitivo |
| S        | Inès Granvorka      | Düdingen     | definitivo |
| L        | Natalie Hagglund    | Stati Uniti  | definitivo |
| C        | Julija Podskal'naja | Dinamo-Kazan | definitivo |
| S        | Krista Vansant      | -            | ritirata   |

## Risultati

### Lega Nazionale A

#### Regular season

##### Primo round
| 1ª giornata - 2 novembre 2016 Palestra Lambertenghi, Lugano     | Lugano              | 1 - 3 | Volero Zurigo | 23-25, 25-23, 19-25, 11-25       |
| 2ª giornata - 9 novembre 2016 Sportanlage Im Birch, Zurigo      | Volero Zurigo       | 3 - 0 | Neuchâtel     | 25-13, 25-17, 25-12              |
| 3ª giornata - 16 novembre 2016 Salle Forum BIWI, Rossemaison    | Franches-Montagnes  | 0 - 3 | Volero Zurigo | 14-25, 19-25, 13-25              |
| 4ª giornata - 29 ottobre 2016 Sportanlage Im Birch, Zurigo      | Volero Zurigo       | 3 - 0 | Top Lucerna   | 25-12, 25-17, 25-13              |
| 5ª giornata - 6 novembre 2016 Mehrzweckhalle Löhrenacker, Aesch | Sm'Aesch Pfeffingen | 2 - 3 | Volero Zurigo | 15-25, 10-25, 25-17, 25-19, 7-15 |
| 6ª giornata - 11 novembre 2016 Sporthalle Leimacker, Düdingen   | Düdingen            | 0 - 3 | Volero Zurigo | 19-25, 17-25, 15-25              |
| 7ª giornata - 12 novembre 2016 Hallenbad Buchholz, Uster        | Volero Zurigo       | 3 - 0 | Kanti         | 25-21, 25-17, 25-19              |
| 8ª giornata - 19 novembre 2016 Sportanlage Im Birch, Zurigo     | Volero Zurigo       | 3 - 0 | Cheseaux      | 25-20, 25-22, 25-12              |
| 9ª giornata - 26 novembre 2016 Sportanlage Im Birch, Zurigo     | Volero Zurigo       | 3 - 0 | Köniz         | 25-10, 25-14, 25-12              |

##### Secondo round
| 10ª giornata - 3 dicembre 2016 Sportanlage Im Birch, Zurigo                 | Volero Zurigo | 3 - 0 | Lugano              | 25-13, 25-17, 25-8         |
| 11ª giornata - 10 dicembre 2016 Halle des sports de la Riveraine, Neuchâtel | Neuchâtel     | 0 - 3 | Volero Zurigo       | 22-25, 20-25, 22-25        |
| 12ª giornata - 17 dicembre 2016 Sportanlage Im Birch, Zurigo                | Volero Zurigo | 3 - 0 | Franches-Montagnes  | 25-17, 25-20, 25-21        |
| 13ª giornata - 21 dicembre 2016 Bahnhofhalle, Lucerna                       | Top Lucerna   | 0 - 3 | Volero Zurigo       | 12-25, 22-25, 13-25        |
| 14ª giornata - 8 marzo 2017 Sportanlage Im Birch, Zurigo                    | Volero Zurigo | 3 - 0 | Sm'Aesch Pfeffingen | 25-15, 25-8, 25-14         |
| 15ª giornata - 2 marzo 2017 Sportanlage Im Birch, Zurigo                    | Volero Zurigo | 3 - 0 | Düdingen            | 25-12, 25-16, 25-9         |
| 16ª giornata - 14 gennaio 2017 BBC Arena, Sciaffusa                         | Kanti         | 0 - 3 | Volero Zurigo       | 12-25, 15-25, 16-25        |
| 17ª giornata - 15 febbraio 2017 Salle Derrière-la-Ville 5, Cheseaux         | Cheseaux      | 0 - 3 | Volero Zurigo       | 16-25, 13-25, 21-25        |
| 18ª giornata - 28 gennaio 2017 Sporthalle Weissenstein, Berna               | Köniz         | 1 - 3 | Volero Zurigo       | 20-25, 25-23, 14-25, 12-25 |

##### Terzo round
| 19ª giornata - 4 febbraio 2017 Mehrzweckhalle Löhrenacker, Aesch            | Sm'Aesch Pfeffingen | 0 - 3 | Volero Zurigo | 20-25, 14-25, 17-25               |
| 20ª giornata - 5 febbraio 2017 Sportanlage Im Birch, Zurigo                 | Volero Zurigo       | 3 - 0 | Top Lucerna   | 25-15, 25-10, 25-9                |
| 21ª giornata - 11 febbraio 2017 Sportanlage Im Birch, Zurigo                | Volero Zurigo       | 3 - 0 | Köniz         | 25-20, 25-12, 25-21               |
| 22ª giornata - 18 febbraio 2017 Sportanlage Im Birch, Zurigo                | Volero Zurigo       | 3 - 0 | Lugano        | 25-15, 25-8, 25-17                |
| 23ª giornata - 25 febbraio 2017 Salle Derrière-la-Ville 5, Cheseaux         | Cheseaux            | 0 - 3 | Volero Zurigo | 20-25, 12-25, 12-25               |
| 24ª giornata - 26 febbraio 2017 Halle des sports de la Riveraine, Neuchâtel | Neuchâtel           | 1 - 3 | Volero Zurigo | 21-25, 18-25, 25-22, 12-25        |
| 25ª giornata - 4 marzo 2017 Sportanlage Im Birch, Zurigo                    | Volero Zurigo       | 3 - 0 | Düdingen      | 25-15, 25-16, 25-19               |
| 26ª giornata - 11 marzo 2017 Salle de la Pépinière, Les Breuleux            | Franches-Montagnes  | 0 - 3 | Volero Zurigo | 19-25, 19-25, 17-25               |
| 27ª giornata - 12 marzo 2017 Sportanlage Im Birch, Zurigo                   | Volero Zurigo       | 3 - 2 | Kanti         | 25-19, 18-25, 25-19, 22-25, 15-10 |

#### Play-off scudetto
| Quarti di finale (gara 1) - 17 marzo 2017 BBC Arena, Sciaffusa         | Kanti               | 0 - 3 | Volero Zurigo       | 25-27, 15-25, 11-25              |
| Quarti di finale (gara 2) - 25 marzo 2017 Sportanlage Im Birch, Zurigo | Volero Zurigo       | 3 - 0 | Kanti               | 25-20, 25-11, 25-9               |
| Semifinale (gara 1) - 8 aprile 2017 Sportanlage Im Birch, Zurigo       | Volero Zurigo       | 3 - 0 | Düdingen            | 25-16, 25-13, 25-16              |
| Semifinale (gara 2) - 9 aprile 2017 Sporthalle Leimacker, Düdingen     | Düdingen            | 0 - 3 | Volero Zurigo       | 12-25, 13-25, 12-25              |
| Finale (gara 1) - 17 aprile 2017 Mehrzweckhalle Löhrenacker, Aesch     | Sm'Aesch Pfeffingen | 1 - 3 | Volero Zurigo       | 17-25, 16-25, 25-20, 22-25       |
| Finale (gara 2) - 19 aprile 2017 Sportanlage Im Birch, Zurigo          | Volero Zurigo       | 3 - 0 | Sm'Aesch Pfeffingen | 25-14, 25-22, 25-13              |
| Finale (gara 3) - 26 aprile 2017 Sportanlage Im Birch, Zurigo          | Volero Zurigo       | 3 - 2 | Sm'Aesch Pfeffingen | 22-25, 25-17, 25-19, 15-25, 15-6 |

### Coppa di Svizzera

#### Fase a eliminazione diretta
| Ottavi di finale - 8 gennaio 2017 Salle Derrière-la-Ville 5, Cheseaux | Cheseaux      | 0 - 3 | Volero Zurigo       | 22-25, 23-25, 8-25               |
| Quarti di finale - 29 gennaio 2017 Sporthalle Leimacker, Düdingen     | Düdingen      | 2 - 3 | Volero Zurigo       | 17-25, 25-21, 14-25, 25-18, 7-15 |
| Semifinali - 12 febbraio 2017 Sportanlage Im Birch, Zurigo            | Volero Zurigo | 3 - 1 | Neuchâtel           | 23-25, 25-18, 25-21, 25-18       |
| Finale - 1º aprile 2017 St.-Léonard-Halle, Friburgo                   | Volero Zurigo | 3 - 0 | Sm'Aesch Pfeffingen | 25-18, 25-19, 25-22              |

### Supercoppa svizzera

#### Fase a eliminazione diretta
| Finale - 8 ottobre 2016 St. Leonhard-Halle, Friburgo | Volero Zurigo | 3 - 0 | Sm'Aesch Pfeffingen | 26-24, 25-15, 25-21 |

### Campionato mondiale

#### Fase a gironi
| 1ª giornata - 18 ottobre 2016 Mall of Asia Arena, Pasay | Volero Zurigo | 3 - 0 | Bangkok Glass     | 25-21, 25-19, 25-23               |
| 2ª giornata - 19 ottobre 2016 Mall of Asia Arena, Pasay | Volero Zurigo | 3 - 0 | Hisamitsu Springs | 25-19, 25-15, 25-17               |
| 3ª giornata - 20 ottobre 2016 Mall of Asia Arena, Pasay | Volero Zurigo | 3 - 2 | VakıfBank         | 25-22, 27-25, 16-25, 12-25, 16-14 |

#### Fase ad eliminazione diretta
| Semifinali - 22 ottobre 2016 Mall of Asia Arena, Pasay      | Volero Zurigo | 1 - 3 | Casalmaggiore | 27-25, 23-25, 17-25, 23-25 |
| Finale 3º posto - 23 ottobre 2016 Mall of Asia Arena, Pasay | VakıfBank     | 3 - 1 | Volero Zurigo | 25-14, 21-25, 25-22, 25-11 |

### CEV Champions League

#### Fase a gironi
| 1ª giornata - 13 dicembre 2016 Dvorec sporta Olimp, Krasnodar    | Dinamo Krasnodar | 1 - 3 | Volero Zurigo    | 15-25, 21-25, 27-25, 18-25        |
| 2ª giornata - 12 gennaio 2017 Saalsporthalle, Zurigo             | Volero Zurigo    | 2 - 3 | Dinamo Mosca     | 17-25, 25-20, 25-22, 18-25, 11-15 |
| 3ª giornata - 25 gennaio 2017 Sala Transilvania, Sibiu           | Alba-Blaj        | 0 - 3 | Volero Zurigo    | 21-25, 15-25, 16-25               |
| 4ª giornata - 9 febbraio 2017 Saalsporthalle, Zurigo             | Volero Zurigo    | 3 - 0 | Alba-Blaj        | 25-17, 25-18, 25-17               |
| 5ª giornata - 22 febbraio 2017 Druzhba Multipurpose Arena, Mosca | Dinamo Mosca     | 3 - 2 | Volero Zurigo    | 25-19, 22-25, 20-25, 25-20, 15-12 |
| 6ª giornata - 28 febbraio 2017 Saalsporthalle, Zurigo            | Volero Zurigo    | 3 - 0 | Dinamo Krasnodar | 25-18, 25-23, 25-22               |

#### Fase ad eliminazione diretta
| Play-off a 6 (andata) - 23 marzo 2017 Saalsporthalle, Zurigo          | Volero Zurigo | 1 - 3 | VakıfBank     | 25-15, 20-25, 17-25, 21-25 |
| Play-off a 6 (andata) - 5 aprile 2017 VakıfBank Spor Sarayı, Istanbul | VakıfBank     | 3 - 1 | Volero Zurigo | 22-25, 25-21, 25-16, 25-22 |

## Statistiche

### Statistiche di squadra
| Competizione        | Punti | In casa | In casa | In casa | In trasferta | In trasferta | In trasferta | Totale | Totale | Totale |
| Competizione        | Punti | G       | V       | P       | G            | V            | P            | G      | V      | P      |
| ------------------- | ----- | ------- | ------- | ------- | ------------ | ------------ | ------------ | ------ | ------ | ------ |
| Lega Nazionale A    | 80    | 18      | 18      | 0       | 16           | 16           | 0            | 34     | 34     | 0      |
| Coppa di Svizzera   | -     | 1       | 1       | 0       | 2            | 2            | 0            | 4      | 0      | 0      |
| Supercoppa svizzera | -     | -       | -       | -       | -            | -            | -            | 1      | 1      | 0      |
| Campionato mondiale | 8     | -       | -       | -       | -            | -            | -            | 5      | 3      | 2      |
| Champions League    | 14    | 4       | 2       | 2       | 4            | 2            | 2            | 8      | 4      | 4      |
| Totale              | -     | 23      | 21      | 2       | 22           | 20           | 2            | 52     | 46     | 6      |

G = partite giocate; V = partite vinte; P = partite perse

### Statistiche dei giocatori
| Giocatrice     | Campionato mondiale | Campionato mondiale | Campionato mondiale | Campionato mondiale | Campionato mondiale | Chamapions League | Chamapions League | Chamapions League | Chamapions League | Chamapions League |
| Giocatrice     | P                   | PT                  | AV                  | MV                  | BV                  | P                 | PT                | AV                | MV                | BV                |
| -------------- | ------------------- | ------------------- | ------------------- | ------------------- | ------------------- | ----------------- | ----------------- | ----------------- | ----------------- | ----------------- |
| F. Akinradewo  | 5                   | 61                  | 45                  | 12                  | 4                   | 8                 | 83                | 56                | 16                | 11                |
| K. Carcaces    | 1                   | 1                   | 1                   | 0                   | 0                   | 8                 | 114               | 94                | 15                | 5                 |
| M. Costa       | 5                   | 16                  | 13                  | 0                   | 3                   | 6                 | 1                 | 0                 | 0                 | 1                 |
| J. de Souza    | 5                   | 10                  | 8                   | 1                   | 1                   | 5                 | 13                | 6                 | 5                 | 2                 |
| G. Güreşen     | 1                   | 0                   | 0                   | 0                   | 0                   | 1                 | 0                 | 0                 | 0                 | 0                 |
| N. Kazka       | 5                   | 32                  | 25                  | 7                   | 0                   | 5                 | 29                | 24                | 4                 | 1                 |
| J. Lengweiler  | 0                   | 0                   | 0                   | 0                   | 0                   | 1                 | 0                 | 0                 | 0                 | 0                 |
| I. Mal'kova    | 4                   | 6                   | 4                   | 2                   | 0                   | 2                 | 5                 | 1                 | 2                 | 2                 |
| E. Orlova      | 5                   | 28                  | 17                  | 9                   | 2                   | 8                 | 78                | 31                | 42                | 5                 |
| S. Popović     | 5                   | 0                   | 0                   | 0                   | 0                   | 8                 | 0                 | 0                 | 0                 | 0                 |
| D. Rabadžieva  | 5                   | 58                  | 48                  | 4                   | 6                   | 8                 | 70                | 53                | 11                | 6                 |
| O. Rychljuk    | 5                   | 97                  | 77                  | 10                  | 10                  | 8                 | 154               | 137               | 13                | 4                 |
| G. Schottroff  | -                   | -                   | -                   | -                   | -                   | 1                 | 0                 | 0                 | 0                 | 0                 |
| L. Unternährer | 0                   | 0                   | 0                   | 0                   | 0                   | 1                 | 0                 | 0                 | 0                 | 0                 |
| B. Živković    | 2                   | 0                   | 0                   | 0                   | 0                   | 6                 | 23                | 6                 | 9                 | 8                 |

P = presenze; PT = punti totali; AV = attacchi vincenti; MV = muri vincenti; BV = battute vincenti

NB: Non sono disponibili i dati relativi alla Lega Nazionale A, alla Coppa di Svizzera e alla Supercoppa svizzera